# Sheppard
Sheppard – australijski zespół muzyczny założony w 2009 roku w Brisbane.

## Historia zespołu
Zespół powstał jako duet Amy i George Sheppard. Do zespołu jako trzeci dołączył Jay Bovino, następnie młodsza siostra rodzeństwa – Emma. Rodzeństwo Sheppard urodziło się w Papui-Nowej Gwinei.
W lipcu 2014 zespół wydał debiutancki album studyjny, zatytułowany Bombs Away, który dotarł do 2. miejsca na liście najlepiej sprzedających się albumów w Australii i zdobył status złotej płyty w kraju. Album promowany był m.in. singlem „Geronimo”, który stał się międzynarodowym przebojem i był notowany na listach przebojów.
W czerwcu 2018 premierę miał drugi album studyjny zespołu, pt. Watching the Sky, który dotarł do 1. miejsca australijskiej listy sprzedaży. W lutym 2019 z piosenką „On My Way” grupa startowała w programie Australia Decides 2019, będącym australijskimi eliminacjami do 64. Konkursu Piosenki Eurowizji rozgrywanego w Tel Awiwie. W finale zajęła trzecie miejsce, zdobywszy 87 punktów w głosowaniu jurorów i telewidzów.

## Dyskografia

### Albumy studyjne
| Rok                                                     | Dane dot. albumu | Najwyższe pozycje na listach | Najwyższe pozycje na listach | Najwyższe pozycje na listach | Najwyższe pozycje na listach | Najwyższe pozycje na listach | Najwyższe pozycje na listach | Certyfikat   |
| Rok                                                     | Dane dot. albumu | AUS                          | GER                          | NLD                          | CHE                          | GBR                          | USA                          | Certyfikat   |
| ------------------------------------------------------- | --- | ---------------------------- | ---------------------------- | ---------------------------- | ---------------------------- | ---------------------------- | ---------------------------- | ------------ |
| 2014                                                    | Bombs Away - Wydany: 11 lipca 2014 - Wytwórnia: Empire of Song, Decca - Format: CD, digital download                   | 2                            | 27                           | 51                           | 40                           | 81                           | 31                           | - AUS: złoto |
| 2018                                                    | Watching the Sky - Wydany: 8 czerwca 2018 - Wytwórnia: Empire of Song, Decca - Format: CD, digital download, streaming | 1                            | –                            | –                            | –                            | –                            | –                            |              |
| „–” oznacza, że album nie był notowany na danej liście. | |                              |                              |                              |                              |                              |                              |              |

### EP
| Rok                                                     | Dane dot. albumu                                                                           | Najwyższa pozycja na liście | Certyfikat        |
| Rok                                                     | Dane dot. albumu                                                                           | AUS                         | Certyfikat        |
| ------------------------------------------------------- | ------------------------------------------------------------------------------------------ | --------------------------- | ----------------- |
| 2012                                                    | Sheppard - Wydany: 17 sierpnia 2012 - Wytwórnia: Sheppard - Format: CD, digital download   | 18                          | - AUS: 2× platyna |
| 2017                                                    | Undercover - Wydany: 1 grudnia 2017 - Wytwórnia: Empire of Song - Format: digital download | –                           |                   |
| „–” oznacza, że album nie był notowany na danej liście. |                                                                                            |                             |                   |

### Single
| Rok                                                      | Tytuł                   | Najwyższe pozycje na listach | Najwyższe pozycje na listach | Najwyższe pozycje na listach | Najwyższe pozycje na listach | Najwyższe pozycje na listach | Najwyższe pozycje na listach | Najwyższe pozycje na listach | Najwyższe pozycje na listach | Najwyższe pozycje na listach | Najwyższe pozycje na listach | Certyfikat                                                                | Album                 |
| Rok                                                      | Tytuł                   | AUS                          | AUT                          | BEL (FL)                     | GER                          | NLD                          | NZL                          | SWE                          | CHE                          | GBR                          | USA                          | Certyfikat                                                                | Album                 |
| -------------------------------------------------------- | ----------------------- | ---------------------------- | ---------------------------- | ---------------------------- | ---------------------------- | ---------------------------- | ---------------------------- | ---------------------------- | ---------------------------- | ---------------------------- | ---------------------------- | ------------------------------------------------------------------------- | --------------------- |
| 2013                                                     | „Hold My Tongue”        | –                            | –                            | –                            | –                            | –                            | –                            | –                            | –                            | –                            | –                            |                                                                           | Sheppard              |
| 2014                                                     | „Geronimo”              | 1                            | 2                            | 9                            | 3                            | 10                           | 8                            | 8                            | 15                           | 36                           | 53                           | - AUS: 5× platyna - AUT: złoto - GER: złoto - NZL: platyna - USA: platyna | Bombs Away            |
| 2014                                                     | „Something’s Missing”   | 35                           | –                            | –                            | –                            | –                            | –                            | –                            | –                            | –                            | –                            |                                                                           | Bombs Away            |
| 2014                                                     | „Smile”                 | 63                           | –                            | –                            | –                            | –                            | –                            | –                            | –                            | –                            | –                            |                                                                           | Bombs Away            |
| 2015                                                     | „Let Me Down Easy”      | –                            | –                            | –                            | –                            | 87                           | –                            | –                            | –                            | –                            | –                            |                                                                           | Sheppard / Bombs Away |
| 2015                                                     | „A Grade Playa”         | –                            | –                            | –                            | –                            | –                            | –                            | –                            | –                            | –                            | –                            |                                                                           | Bombs Away            |
| 2015                                                     | „Be More Barrio”        | –                            | –                            | –                            | –                            | –                            | –                            | –                            | –                            | –                            | –                            |                                                                           | –                     |
| 2016                                                     | „We Belong”             | –                            | –                            | –                            | –                            | –                            | –                            | –                            | –                            | –                            | –                            |                                                                           | Watching the Sky      |
| 2017                                                     | „Keep Me Crazy”         | 37                           | –                            | –                            | –                            | –                            | –                            | –                            | –                            | –                            | –                            | - AUS: złoto                                                              | Watching the Sky      |
| 2017                                                     | „Edge of the Night”     | –                            | –                            | –                            | –                            | –                            | –                            | –                            | –                            | –                            | –                            |                                                                           | Watching the Sky      |
| 2017                                                     | „Coming Home”           | 22                           | –                            | 32                           | –                            | 67                           | –                            | –                            | –                            | –                            | –                            | - AUS: platyna                                                            | Watching the Sky      |
| 2017                                                     | „Waves”                 | –                            | –                            | –                            | –                            | –                            | –                            | –                            | –                            | –                            | –                            |                                                                           | Undercover            |
| 2018                                                     | „Riding the Wave”       | –                            | –                            | –                            | –                            | –                            | –                            | –                            | –                            | –                            | –                            |                                                                           | Watching the Sky      |
| 2018                                                     | „Hometown”              | –                            | –                            | –                            | –                            | –                            | –                            | –                            | –                            | –                            | –                            |                                                                           | Watching the Sky      |
| 2019                                                     | „On My Way”             | –                            | –                            | –                            | –                            | –                            | –                            | –                            | –                            | –                            | –                            |                                                                           | Australia Decides     |
| 2019                                                     | „Kiss My Fat Ass”       | –                            | –                            | –                            | –                            | –                            | –                            | –                            | –                            | –                            | –                            |                                                                           | –                     |
| 2019                                                     | „Die Young”             | –                            | –                            | –                            | –                            | 41                           | –                            | –                            | –                            | –                            | –                            |                                                                           | –                     |
| 2020                                                     | „Phoenix”               | –                            | –                            | –                            | –                            | –                            | –                            | –                            | –                            | –                            | –                            |                                                                           | –                     |
| 2020                                                     | „Don’t Believe in Love” | –                            | –                            | –                            | –                            | –                            | –                            | –                            | –                            | –                            | –                            |                                                                           | –                     |
| 2020                                                     | „Somebody Like You”     | –                            | –                            | –                            | –                            | –                            | –                            | –                            | –                            | –                            | –                            |                                                                           | –                     |
| 2020                                                     | „Come Back”             | –                            | –                            | –                            | –                            | –                            | –                            | –                            | –                            | –                            | –                            |                                                                           | –                     |
| 2020                                                     | „Thank You”             | –                            | –                            | –                            | –                            | –                            | –                            | –                            | –                            | –                            | –                            |                                                                           | –                     |
| 2020                                                     | „Symphony”              | –                            | –                            | –                            | –                            | –                            | –                            | –                            | –                            | –                            | –                            |                                                                           | –                     |
| „–” oznacza, że singel nie był notowany na danej liście. |                         |                              |                              |                              |                              |                              |                              |                              |                              |                              |                              |                                                                           |                       |